# 碾盘乡 (抚顺市)
碾盘乡，是中华人民共和国辽宁省抚顺市东洲区下辖的一个乡镇级行政单位。

## 行政区划
碾盘乡下辖以下地区：
平山村、罗卜坎村、碾盘村、关口村、石富村、营城子村、张甸村、张鲜村、元龙村、新太河村、武嘉村、东洲村、龙凤村、新龙村、员工村和甲帮村。